# Adama Barrow

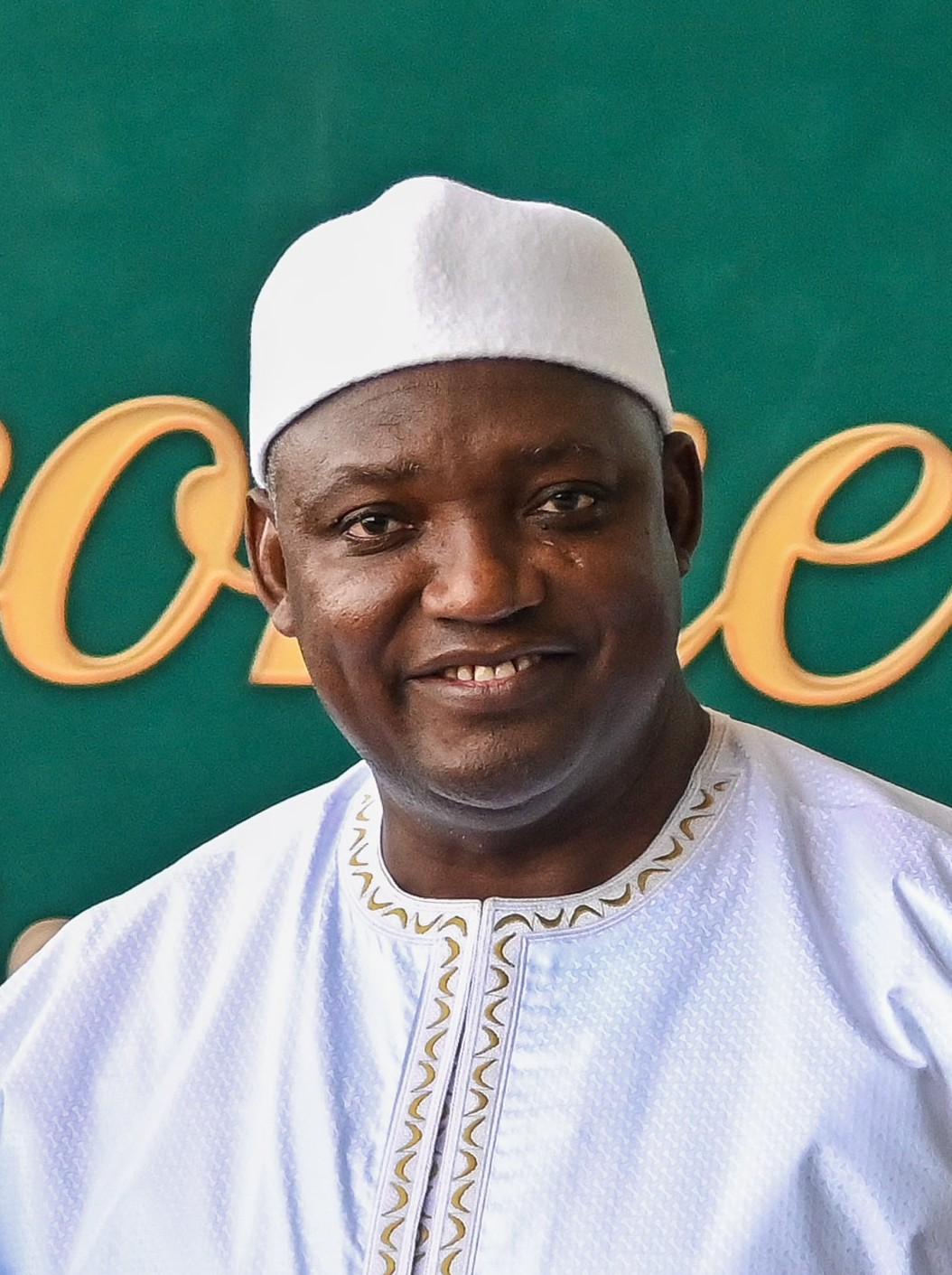
Adama Barrow (2024)

Adama Barrow GCRG (* 15. Februar 1965 in Mansajang Kunda) ist ein gambischer Unternehmer, Politiker der National People’s Party und Präsident von Gambia. Seine Amtseinführung fand am 18. Februar 2017 statt; sie war nach der Präsidentschaftswahl 2016 zunächst von seinem Amtsvorgänger Yahya Jammeh verzögert worden. Im Dezember 2021 wurde er für weitere fünf Jahre im Amt bestätigt.

## Ausbildung und Beruf
Barrow wurde im Dorf Mansajang Kunda in der Nähe von Basse im Distrikt Fulladu East geboren. Er besuchte zunächst die Koba Kunda Primary School und die Crab Island Secondary School in der Hauptstadt Banjul, bevor er ein Stipendium für die Muslim High School erhielt. Nach seinem Studienabschluss arbeitete er als Handelsvertreter für Alhagie Musa & Sons.
Laut eigenen Angaben lebte Barrow im Alter von 23 Jahren in Deutschland. Nach Ablehnung seines Asylantrages wurde Barrow abgeschoben.
Zu Anfang der 2000er Jahre wohnte er für einige Jahre in London, wo er einen Abschluss in Immobilienwirtschaft erwarb und als Wachmann in einem Kaufhaus arbeitete, um sein Studium zu finanzieren. Barrow kehrte nach seinem Studienabschluss nach Gambia zurück. 2006 gründete er das Unternehmen Majum Real Estate, dessen Chief Executive Officer er seitdem ist.
In mehreren Interviews bezeichnete er sich als bekennenden workaholic.

## Politische Karriere
Zur Präsidentschaftswahl 2016 wurde Barrow von einer Koalition aus sieben Oppositionsparteien ausgewählt, um gegen den langjährigen autokratischen Herrscher Yahya Jammeh anzutreten, der 1994 durch einen Putsch an die Macht gekommen und 1996 zum Präsidenten gewählt worden war. Der langjährige Oppositionsführer Ousainou Darboe durfte nicht antreten, da er ab April 2016 eine Haftstrafe verbüßte. Barrow gehörte damals der United Democratic Party (UDP) an. Gemäß einer zwischen allen Oppositionsparteien ausgehandelten Absichtserklärung wollte Barrow im Falle eines Wahlsiegs nur für drei Jahre als Übergangspräsident das Amt übernehmen.
Bei der Wahl am 1. Dezember 2016 gewann Barrow überraschend gegen Jammeh, der seine Niederlage in der Wahlnacht eingestand. Jammeh zog die Anerkennung wenige Tage später aufgrund von „Unregelmäßigkeiten beim Wahlverfahren“ zurück und warnte die Bevölkerung vor Protesten gegen seine Entscheidung.
Als Yahya Jammeh auch am 19. Januar 2017, dem letzten Tag seiner Amtszeit, nicht zurücktrat, marschierten senegalesische Truppen, unterstützt durch Militäreinheiten anderer westafrikanischer Staaten, in Gambia ein, um die Machtübergabe zu erzwingen. Am selben Tag ließ sich Barrow in der gambischen Botschaft im Senegal als neuer Präsident vereidigen und forderte auf einer Pressekonferenz die gambischen Streitkräfte auf, die Waffen niederzulegen und ihn als rechtmäßigen Präsidenten anzuerkennen. Zuwiderhandlungen würden als „Rebellion“ gewertet. Am 20. Januar erklärte Jammeh schließlich seinen Amtsverzicht und reiste ins Exil nach Äquatorialguinea. Barrow wurde am 18. Februar 2017 in dem in der Nähe der Hauptstadt Banjul gelegenen Independence Stadium offiziell in sein Amt eingeführt.
Im Laufe des Jahres 2019 kündigte Barrow an, statt der angekündigten drei Jahre doch die volle Amtsperiode von fünf Jahren Präsident bleiben zu wollen, was zu Streitigkeiten innerhalb der Koalition führte. Ende 2019 gründete Barrow die National People’s Party (NPP), deren Vorsitzender und Sekretär er selbst ist.

Auch innerhalb der Zivilgesellschaft führte Barrows Widerruf der Amtsabgabe zu Protesten. Die Bewegung Three Years Jotna führte unter anderem am 16. Dezember 2019 Protestveranstaltungen und Demonstrationen mit mehreren tausend Teilnehmern durch.
Im September 2021 gab Barrow ein Bündnis der NPP mit Jammehs Partei Alliance for Patriotic Reorientation and Construction für die Präsidentschaftswahlen am 4. Dezember 2021 bekannt, bei denen er für eine zweite Amtszeit kandidierte. Diese gewann er mit deutlichem Vorsprung vor dem zweitplatzierten Ousainou Darboe.

## Privatleben
Barrows Vater ist Mandinka, seine Mutter ist Fulbe, er wuchs in einem Dorf der Fulbe auf und spricht Fulfulde. Er ist ein praktizierender sunnitischer Muslim.
1988 wurde Barrow nach der Ablehnung seines Asylantrages aus Deutschland abgeschoben.
Barrow hat zwei Ehefrauen (beide Fulbe) und vier Kinder. Ein weiterer Sohn, der damals achtjährige  Habibu Barrow starb am 15. Januar 2017 durch Hundebisse. Am 20. März 1997 heiratete er Fatoumatta Bah. Gemeinsam haben sie einen Sohn, Mamadou Barrow, und eine Tochter, Taibou Barrow. Daneben heiratete Barrow eine weitere Frau, Sarjo Mballow-Barrow. Analog zum vorigen Präsidenten Yahya Jammeh legte er fest, dass nur seine erste Frau die Rolle der First Lady übernehmen solle.

## Auszeichnungen und Ehrungen
- 2018 Ehrendoktorwürde (Doctor of Laws and Human Rights) der Universität von Gambia.[32]
- 2019 Ehrendoktorwürde der Ambrose Alli University, Nigeria.[33]
- 2020 vom Amts wegen als Staatspräsident: Grand Master of the Order of the Republic of The Gambia (GMRG);[34] dieser Titel, der Grand Master bzw. Großmeister, inkludiert den Grand Commander of the Order of the Republic of The Gambia (GCRG) und alle niedrigeren Stufen des Ordens.[35]
- 2021: Grand Commander of the Order of the Republic of Sierra Leone, (GCRS).[36]
- 2022: Ehrendoktorwürde (Doctor of Philosophy in Human Letters) der University of Lucknow, Indien.[37]
- 2023: Ehrendoktorwürde der International Open University, Gambia.[38]